# بدلنو (استان اشوی‌داشکسیه)
بدلنو (به لهستانی: Bedlno) یک منطقهٔ مسکونی در لهستان است که در گمینا کونگسکیه واقع شده‌است. بدلنو ۳۴۰ نفر جمعیت دارد.